# محمود معاذ
محمود معاذ (عربی: محمود معاذ؛ زادهٔ ۲۶ اکتبر ۱۹۸۴) یک ورزشکار اهل عربستان سعودی است.
از باشگاه‌هایی که در آن بازی کرده‌است می‌توان به باشگاه فوتبال الاهلی عربستان سعودی، باشگاه فوتبال الانصار عربستان سعودی، باشگاه فوتبال الفیصلی عربستان سعودی، باشگاه فوتبال نجران عربستان سعودی، و باشگاه فوتبال التعاون عربستان سعودی اشاره کرد.